# Klinisk undersøgelse
Klinisk undersøgelse (eller klinisk forsøg) er en undersøgelse af effekten af et lægemiddel eller en behandlingsmetode på raske og syge mennesker med henblik på myndighedernes godkendelse af behandlingen.
Inden et klinisk forsøg udføres, skal det godkendes af Lægemiddelstyrelsen, som også udfører inspektioner af kliniske forsøg for at sikre, at forsøgene overholder retningslinjerne for god klinisk praksis, kaldet GCP.
Forsøgspersonerne i et klinisk forsøg kan både være raske, frivillige forsøgspersoner og frivillige patienter.
Alle, der deltager i et klinisk forsøg, skal have både mundtlig og skriftlig information om forsøget og give deres samtykke til at deltage, før de starter i forsøget.
En klinisk undersøgelse er opdelt i fire faser: Fase I, fase II, fase III og fase IV.
Den første kendte kliniske undersøgelse blev gennemført af skibslægen James Lind (1716-1794) om bord på skibet Salisbury. Lind undersøgte effekten af seks forskellige syrlige substanser mod skørbug på tolv besætningsmænd. Blandt andet behandlede han to sømænd med citrusfrugter hvilket viste sig at hjælpe.

## Faserne
I Danmark skal forsøgene i de enkelte faser i undersøgelsen godkendes af Lægemiddelstyrelsen. Inden de farmaceutiske virksomheder påbegynder kliniske undersøgelser af lægemidler, gennemføres omfattende præ-kliniske forsøg.
- Fase I. Første gang lægemiddelet testes på mennesker. Dette gøres typisk på en lille gruppe raske (20-80 personer). I denne fase undersøges lægemidlets sikkerhed, hvordan det nedbrydes i kroppen, samt dets virkninger. I fase I-studier giver man kun forsøgspersonerne en lille del af den mængde som gives til forsøgsdyr eftersom effekten på mennesker endnu er helt ukendt.

- Fase II udføres på en større gruppe patienter der lider af den sygdom medikamentet er rettet imod (20-300) for at undersøge hvor effektivt det er til at behandle sygdommen i forhold til forskellige doser, samt dets bivirkningsprofil.

- Fase III udføres på en meget stor gruppe patienter (typisk 300-3000) for at give en endegyldig vurdering af behandlingens virkning. Fase III-undersøgelser er i sagens natur forholdsvis dyre og tidsforbrugende. På basis af fase III-undersøgelsen kan lægemidlet blive godkendt af myndighederne.

- Fase IV løber efter produktet er godkendt og kommet på markedet. Her overvåges produktet da der f.eks. stadig kan være ukendte bivirkninger som forekommer sjældnere.

## Afrapportering til Lægemiddelstyrelsen
Kliniske forsøg af lægemidler må kun findes sted, såfremt der er givet tilladelse af Lægemiddelstyrelsen. Udføres der forsøg med mennesker skal der udover tilladelse fra Lægemiddelstyrelsen være en tilladelse fra en videnskabsetisk komité. Er forsøget påbegyndt vil sponsoren kun kunne ændre forsøgsprotokollen efter de regler som Indenrigs- og sundhedsministeren har fastsat. Herunder skal sponsoren:
- I tilfælde af uventede og alvorlige bivirkninger straks underrette Lægemiddelstyrelsen.
- Såfremt forsøget afbrydes tidligere, end planlagt skal Lægemiddelstyrelsen underrettes. Desuden skal der forelægge en begrundelse for, hvorfor forsøget er blevet afbrud, inden 15 dage.
- Årligt udarbejde en liste over alvorlige bivirkninger.
- Udarbejde en rapport til Lægemiddelstyrelsen vedrørende forsøgspersonernes sikkerhed.

Efter forsøgets afslutning, indenfor 90 dage, sende en underrettelse til Lægemiddelstyrelsen vedrørende dette. Inden for 1 år skal resultaterne af forsøget være indsendt til Lægemiddelstyrelsen.